# Салиман-Владимиров, Давид Фёдорович
Давид Фёдорович Салиман-Владимиров (при рождении Дувид-Муниш Фишелевич Салиман; 27 мая 1901, Одесса — 18 октября 1992, Москва) — советский композитор, заслуженный деятель искусств Якутской АССР (1964), народный артист Якутской АССР (1967), заслуженный артист РСФСР (1972).

## Биография
Родился 14 мая (по старому стилю) 1901 года в Одессе, в семье музыкантов — свислочского мещанина Гродненской губернии Фишеля-Иерихима Давид-Монисовича (Фишеля Давидовича) Салимана (1874—1953) и кременчугской мещанки Рыси (Раисы) Фриделевны Салиман (в девичестве Дунаевской, 1871—1959). Родители заключили брак в Одессе 12 февраля 1898 года.
В 1913—1919 годах обучался в Петроградской консерватории по классу фортепиано у О. К. Калантаровой. В 1932 году окончил Московскую консерваторию по классу Р. М. Глиэра. С 1920 года выступал как пианист-аккомпаниатор А. В. Неждановой, Л. В. Собинова, П. И. Цесевича, Г. С. Пирогова, С. И. Мигая и других певцов, в 1923—1938 годах как дирижёр.
В 1920—1925 годах заведовал музыкальной частью Краснодарского драматического театра, в 1926—1927 годах — концертмейстер оперного театра «Аквариум» в Москве, в 1928—1930 годах — пианист Московской филармонии в Гастрольбюро, в 1931—1933 годах — Государственного концертного объединения, в 1933—1937 годах — Областного концертного бюро при Моссовете, в 1937—1940 годах — заведующий музыкальной частью частью и дирижёр Московской областной филармонии, в 1941—1942 годах — ассистент оперного класса Свердловской филармонии. В 1944—1946 годах — заведующий музыкальной частью Ансамбля песни и пляски подмосковного шахтёрского ансамбля.
Автор произведений для военно-духового оркестра, «Сталинград» (1943), «Якутский победный марш» (1945), балета «Муха-цокотуха» (1968, детский), кантат — «Заря свободы» (1965), «Священный Ильмень» (1969), «Память сердца» (1977), «По ленинскому пути» (1979), песен, романсов. Большую популярность получили марши — «Торжественный», «Героический», «Концертный», «Молодёжный», «Гимн городу Якутску». Внёс значительный вклад в развитие профессионального музыкального искусства в Якутии.
В 1945 году в ознаменование победы Советского союза над фашистской Германией Всесоюзным радиокомитетом был объявлен конкурс марша победы. Из огромного количества произведений были выбраны 3, среди которых «Якутский победный марш» Давида Салиман-Владимирова. 
24 июня 1945 года на Параде войск Красной армии на Красной площади Москвы прозвучал «Якутский победный марш»!
На фестивале военно-патриотической музыки, проводившемся в Москве в Центральном парке культуры и отдыха имени Горького в 1966 году была организована встреча с композитором Д. Салиман-Владимировым.
В 1967 году, в канун 50-летия Великого Октября проводился праздник военно-патриотической музыки, на котором Отдельным Показательным оркестром Министерства Обороны СССР была исполнена Героическая поэма Д. Салиман-Владимирова. Создал марши для Китая, Северной Кореи, Кубы, Польши и других социалистических стран.
В начале 1968 года в программу тематического концерта из героико-патриотических сочинений советских композиторов, состоявшемся в Москве в зале Всесоюзного Дома композиторов, была включена героическая поэма композитора «Залп Авроры».
Тематические концерты из произведений советских авторов для духового оркестра были организованы во время работы Всесоюзного съезда советских композиторов. Выступая с концертом по случаю IV Всесоюзного съезда композиторов в 1968 году, Отдельный Образцовый оркестр Военно-Морского Флота СССР исполнил симфонию Д. Салиман-Владимирова «Африканские эскизы». В 1968 году был приглашён как почётный гость на музыкальный фестиваль «Музыкальная осень» в Ставрополе.
Награждён орденом «Дружбы народов» (1990). В 1982 году Д. Ф. Салиман-Владимирову за заслуги в развитии отечественного музыкального искусства была вручена Серебряная медаль имени А. В. Александрова.
Умер 18 октября 1992 года. Похоронен на Востряковском кладбище города Москвы, участок 43 в родственной могиле рядом с родителями, здесь же похоронен   старший сын Павел Давидович Салиман-Владимиров (1929—2019).

## Семья
- Сестра — Фрида Фёдоровна Салиман-Владимирова (1904—1994), музыкальный педагог, концертмейстер; её дочь (племянница Д. Ф. Салиман-Владимирова) — балерина Нина Владимировна Тимофеева[9][10].
- Старший сын — актёр Павел Салиман-Владимиров (1929—2019)[11]; младший сын Александр (1935—2018) — виолончелист; дочь Лия (род. 1937) — пианистка.

## Прижизненные исполнения
Балет «Муха-Цокотуха» (по К. Чуковскому, Казань, 1968).
Для солистов, хора и симфонического оркестра – кантаты: «Заря Свободы» (сл. Б. Дубровина, 1960), «Память сердца» (сл. М. Андронова, 1979), «По Ленинскому пути» (сл. М. Андронова, 1980); оратории: «Карл Маркс», «Фридрих Энгельс», «Владимир Ильич Ленин» (трилогия, 1985 – 1987).
Для симфонического оркестра – сюиты: «Албанская» (1936), «Славянская» (1937), «Югославская» (1947), «Орошенная степь» (1952), «Украинская» (1953); увертюры: «Цвети, Якутия родная» (1964), «Цвети, родной алмазный край» (1964); симфонии: II «Кисловодск» (1965), III «Священный Ильмень» (1969), IV «Космическая» (1979), V «Свет над Якутией» (1977), VI «Бессмертие» (1981), VII «Саманта» (1982), «Реквием» (к памятнику славы в Ессентуках, 1969, Гимн городу Якутску (1975), Гимн городу Ставрополю (1978), Гимн городу Кисловодску (1979); героические поэмы: «В пургу» (1981), «Кронштадт – огневой щит» (1986), Праздничная увертюра к 70-летию Октября (1986).
Для виолончели и симфонического оркестра – «Поэма» (1985).
Для духового оркестра – поэма «Залп Авроры» (1936); сюиты: I (1936), II (1945), III (1946), «Корейская» (1952), «Русская» (1959), «Танцевальная» (1961), «Африка борется» (1962), «Героическая» (1975), «Родная столица, родная Москва» (1976), «Золотой Алдан» (1978); переложение симфоний III (1969), IV (1979); цикл «Лениниана» (на темы песен советских композиторов, 1980), Праздничная увертюра к 70-летию Октября (1986); марши: «Развод караулов» (1935), «Сталинград» (1943), «Якутский победный марш» (1945), Узбекский марш (1955), Якутский пионерский марш («Будь готов!») (1962), Марш советской милиции (1962), «Утро столицы» (1972), «Боевые друзья» (1974), Марш милиции (1974), Марш-парад олимпийцев (1979), «Пионерия наших дней» (1981), «Солдаты Родины» (1981).
Для оркестра русских народных инструментов – сюиты: «Колхозная» (1950), «Казахская» (1958), «Русская» (1959), «Африка борется» (вариант, 1962), «Якутская» (1964), Фантазия на русские темы (1955), Белорусская фантазия (1956), цикл пьес на темы русских сказок (1963), Концертный вальс (1965).
Для скрипки, виолончели и фортепиано – Трио на якутские темы (1972).
Для скрипки и фортепиано: «Мазурка» (1925), Китайская мелодия (1952), Корейский марш (1952).
Для виолончели и фортепиано: Мазурка (1925), Поэма (1976).
Для саксофона и фортепиано - Пьесы (1984).
Для домры и фортепиано – Четыре пьесы (1966).
Для фортепиано – сонаты: I (1925), II (1926), Этюды (1930), Пять прелюдий (1931), Прелюд (1972).
Для флейты – Десять этюдов (1960).
Для кларнета – Десять этюдов (1960).
Для трубы – Десять этюдов (1960).
Для тромбона – Десять этюдов (1960).
Для баяна: Три китайские пьесы (1954), Два этюда (1955), Два этюда (1961), Пять этюдов (1965), Вариации (1972).
Для балалайки – пьесы.
Для гитары – пьесы.
Для аккордеона – пьесы.
Для голоса и фортепиано – романсы, в том числе: «Кинжал» (сл. М. Лермонтова, 1925), «И так, прощай!» (сл. М. Лермонтова, 1925), «Ветер перелетный» (сл. К. Бальмонта, 1925), «Ночь печальна (сл. И. Бунина, 1925), «Я жду тебя» (сл. Б. Дубровина, 1960), «Ты улыбнулся» (сл. Б. Дубровина, 1960), «Снежные вершины» (сл. М. Кравчука, 1963), «Своей любви перебирая даты» (сл. С. Щипачева, 1980), «Осени дыханием гонимы» (сл. М. Горького), «Гребень волны» (сл. В. Брюсова), «К портрету П. А. Стрепетовой (сл. Б. Дубровина), «Ты так прекрасна» (сл. В. Семернина), «Кто, волны, вас остановил…» (сл. А. Пушкина), «Я не люблю тебя» (сл. А. Пушкина), «Коль сердце внемлить не готово… (сл. В. Семернина), «Лебедь» (сл. Л. Щировой), «Скажу тебе одно лишь слово» (сл. В. Семернина), «Смятение» (сл. Б. Дубровина), «Беду не развести руками» (сл. В. Семернина), «Нет, не любовь…» (сл. Б. Дубровина), «Я помню всё» (сл. Б. Дубровина), «Люби меня» (сл. Л. Щировой), цикл песен (15) о космонавтах, в том числе «Звёздный городок» (песня о Юрии Гагарине, 1980), цикл романсов к картинам Н. А. Ярошенко (1980), цикл песен о Кавминводах и Ставрополье (1980), «Джигит» (сл. Б. Дубровина, (1981), «В деревенском саду» (сл. Б. Дубровина, 19881), цикл романсов на слова русских и советских поэтов (1982); песни, в том числе: «Революционная поэма» (сл. А. Безыменского, 1925), «Колодники» (сл. А. Толстого, 1925), «Победители полюса» (сл. А. Жарова, 1937), «Три орлицы» (сл. М. Исаковского, 1938), «Над полярным морем» (сл. М. Светлова, 1938), «Песня о русском штыке» (сл. А. Недогонова, 1944), «По Ленинскому пути» (сл. Б. Дубровина, 1957), «Вечный огонь» (сл. В. Рябцева, 1966), «Ленинградская быль» (сл. Е. Александровой, 1976), «Бессмертье» (сл. М. Андронова, 1975), «Герои Малой Земли» (1978), «Новороссийский десант» (1978), «Полюс покорён» (1981), циклы «За мир и солидарность» (1976), «Конституцию славит народ» (1977), шесть олимпийских песен (1979, все на слова М. Андронова), «В небо к звёздам» (сл. советских поэтов, 1979), «Улыбка Саманты Смиит» (сл. В. Семернина, 1985), «Звёздочка» (сл. Ю. Друниной, 1986); обработки народных песен.
Сюита Д. Салиман-Владимирова (1936) трёхчастна, в ней ясно ощущается восточный колорит. Не смотря на наличие некоторых длиннот и заметного однообразия изложенных отдельных частей, эта композиция сыграла положительную роль в развитии этого жанра духовой музыки.
В своих сочинениях Д. Салиман-Владимиров обращается к народной музыке. Так украинский фольклор претворён композитором в «Украинском марше», в «Марше уральских патриотов» и в «Якутском марше». В сюите № 2 на русские темы (1944) Давид Федорович использовал народные песни, записанные на Урале. К маршу песенного характера относится марш «Москвичи». Народные темы использованы им и в маршах: Узбекском, Таджикском, Туркменском и в Якутском. В послевоенные годы им был написан молодёжный жизнерадостный марш «Советская молодёжь». На материале народных славянских песен построена Третья «Славянская сюита» (1947). В том же году им написана Четвёртая сюита, один из примеров сочинений жанрового плана с музыкальными картинками, отображающими «Утро», «Полдень», «Гулянье» (во второй, изданной редакции сюита состоит из четырёх частей: «Утро», «На ученье», «Полдень», «Гулянье»). Заметно тяготение автора к тонким гармоническим краскам, обогащению музыкальной ткани средствами полифонии, разнообразию, колористичности оркестровки. Он также является автором танцевальных сюит. В послевоенное время им написана «Третья симфония» для духового оркестра, посвящённая героям Великой Отечественной войны.
Разновидностью жанра увертюры является увертюра-фантазия, представленная в духовой музыке послевоенных лет произведениями Д. Салиман-Владимирова. В «Увертюре-фантазии» (1958) композитор, наряду с собственным тематическим материалом использовал мелодии о комсомоле – «Прощальная комсомольская» (сл. Дм. и Дан. Покрасс) и «Песню молодогвардейцев» из оперы «Молодая гвардия» Ю. Мейтуса.
песни – Революционная поэма (сл. А. Безыменского, 1925), Колодники (сл. А. Толстого, 1925), Победители полюса (сл. А. Жарова, 1937), Три орлицы (сл. М. Исаковского, 1938), Над полярным морем (сл. М. Светлова, 1938), Песня о русском штыке (сл. А. Недогонова, 1944), По Ленинскому пути (сл. Б. Дубровина, 1957), Вечный огонь (сл. В. Рябцева, 1966), Ленинградская быль (сл. Е. Александровой, 1976), Бессмертье (сл. М. Андронова, 1975), Герои Малой земли (1978), Новороссийский десант (1978), Полюс покорен (1981), циклы "За мир и солидарность" (1976), Конституцию славит народ (1977), Шесть олимпийских песен (1979, все на слова М. Андронова), В небо к звездам (сл. сов. поэтов, 1979), Улыбка Саманты Смит (сл. В. Семернина, 1985), Звездочка (сл. Ю. Друниной, 1986);
Литература: Д. Салиман-Владимиров «Романсы для голоса и фортепиано» («Советский композитор», 1987).
«Якутские песни: для голоса или хора в сопровождении фортепиано (баяна)» (М., «Советский композитор», 1967).

#### Марши

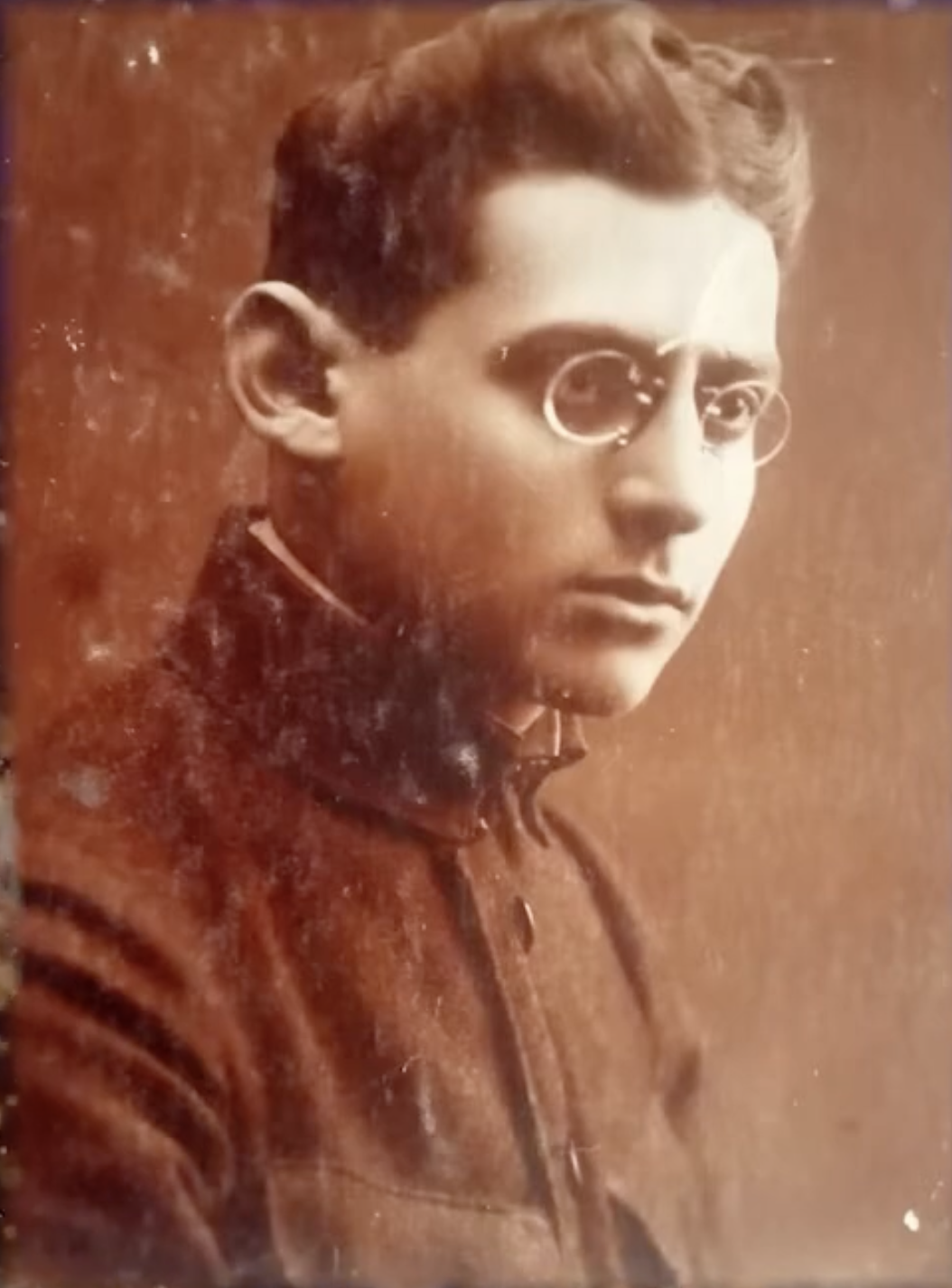
Салиман-Владимиров Д.Ф.

1 ) Развод караулов, совместно с С.А.Чернецким (1935);
2 ) Марш для духового оркестра (1936);
3 ) Сталинград (1943 - издан в 1947 г.);
4 ) Якутский победный марш (1945, изд.1947 как "Якутский марш");
5 ) Колонный марш (изд.1946);
6 ) Славянский марш (1947, он же "Марш на славянские темы", запись Миллера 1948 г.);
7 ) Торжественный марш (изд.1947);
8 ) Москвичи (1947 - издан в 1949 г.)
9 ) Якутский торжественный марш (1949);
10 ) Знамена славы, строевой марш (1945 - издан в 1950 г.);
11 ) Корейский марш (издан в 1950 г.);
12 ) Советская молодежь (он же - Идет молодежь(Праздничный марш на якутские темы)[???]) (издан в 1954 г.);
13 ) Узбекский марш (1955 - издан в 1958 г.);
14 ) Китайский торжественный марш (он же - Свободный Китай[???]) (1953);

15 ) Праздничный марш (издан в 1957 г.);

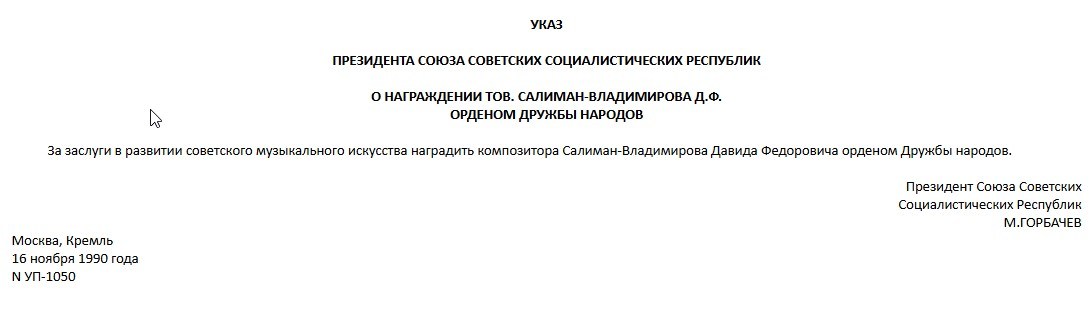
16 ноября 1990 года Президент СССР Михаил Горбачев вручил награду товарищу Салиман-Бладимирову ДРУЖБА НАРОДОВ.

16 ) Таджикский марш (издан в 1960 г.);
17 ) Якутский пионерский марш (Будь готов!, 1962);
18 ) Марш милиции (он же - Милицейская слава, он же - Марш советской милиции [???]) (1962);
19 ) На боевом посту (издан в 1964 г.);
20 ) Утро столицы (1972 - издан в 1974 г.);
21 ) Боевые друзья (1974 - издан в 1979 г.);
22 ) Марш-парад олимпийцев (он же - Марш московских олимпийцев [???]) (1979);
23 ) Пионерия наших дней (1981 - издан в 1983 г.);
24 ) Солдаты Родины (1981 - издан в 1986 г.);

25 ) Салют Победы (Праздничный марш) (1985);
26 ) Марш юности (издан в 1986 г.);
+(3.10.19 добавлено):
27) Абхазский марш (1930-е гг.);

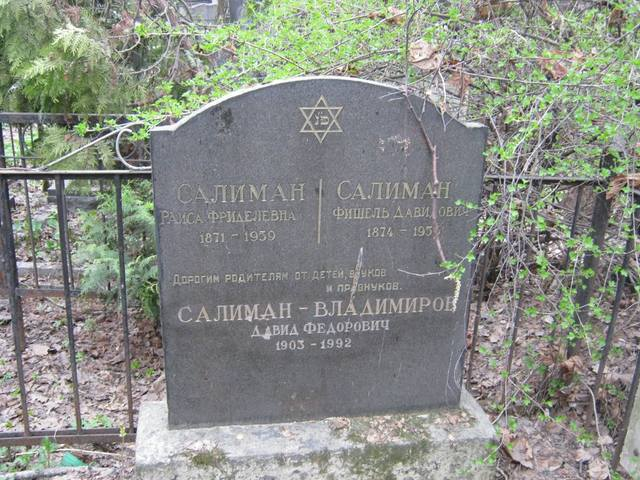
Салиман-Владимиров кладбища

28 ) Украинский марш (1939-1940-е гг., на темы западноукраинских песен, в т.ч. "На кладочцi стояла");
29) Марш 3-й гвардейской Уральской дивизии (годы ВОВ);
30) Марш уральских патриотов (годы ВОВ);
+(2.10.21добавлено):
31 ) Якутский праздничный марш (Марши советских композиторов. Вып.11, 1975/запись А.В.Мальцева с МВО 1973-1977-х гг.);